# Cocooning
Cocooning és la tendència que s'observa en un individu que cada vegada se socialitza menys i es retira a la seva llar, la qual es converteix en la seva fortalesa.
Cocoon, mot anglès del qual se'n deriva el mot cocooning, vol dir capoll i, com a verb, fa al·lusió a l'acció d'amagar-se. Aquest terme fou creat durant la dècada dels anys 1990 per Faith Popcorn, una cercadora de tendències i consultora de màrqueting. Popcorn va identificar el cocooning com una tendència significativa que duria, entre altres coses, a les telecompres o al comerç electrònic.
Des que Popcorn va crear aquest terme, la moda ha continuat. L'expansió d'Internet, la tecnologia d'entreteniment domèstic, els avenços en les tecnologies de la comunicació (mòbils organitzadors personals (PDA), etc.) que permeten el teletreball i comporten, per tant, unes importants repercussions en la demografia, han fet del cocooning una opció cada vegada més atractiva per a moltes persones. Els individus que segueixen aquesta tendència creuen que han de protegir-se del perill que representa l'exterior, per la qual cosa se n'aïllen.